# 給田
給田（きゅうでん）・給畠（きゅうはく）・給田畠（きゅうでんぱく）は、日本の中世において、荘園領主や国衙が、荘官、地頭、年貢運輸者・手工業者などに対して給与した田地または田畠地をいう。近世においては、庄屋などの村役人へ給与された田地を給田と呼んだ。

## 成立と展開
給田（給田畠）は、平安時代末期から鎌倉時代初期までに成立した。当時はちょうど荘園公領制の発展過程の時期にあたり、荘園・国衙領（公領）の運営体制が確立しようとしていた。荘園・公領の運営には、運営実務に当たる荘官や、京都の荘園領主（本所）へ年貢などを運送する梶取などの運輸者、本所へ貢納する手工芸品を作る各種職人などの存在が不可欠であり、これら荘官・職人の職務の代償として与えられたのが給田である。
平安時代後期（11世紀 - 12世紀）から、郡司・郷司・在庁官人の中に、荒地などを開発して国衙から一定の収取が認められた開発領主へ成長する者が多く現れた。しかし、開発領主らの持つ収取権（開発所領）は不安定なものであり、常に国衙から剥奪される危険を伴っていた。そこで、開発領主らは開発所領を有力寺社や有力貴族へ寄進し、田地は荘園となった。寄進に際して、開発領主は新領主から荘官に任じられるとともに、給田を与えられた。このとき、開発領主は国衙から認められた開発所領を失ったが、それと同等か、より多くの田地を給田として与えられることが一般的であった。また、開発領主の直営地である佃・堀ノ内・門田なども給田として認められた。
荘官は荘園領主へ年貢・公事を貢納する義務を負っていたが、給田については年貢・公事がすべて免除され、免除分が給田権利者の収入となった。この点が、公事のみが免除される免田（めんでん）、臨時雑役が免除される給名（きゅうみょう）との大きな違いであり、免田・給名と区別するために本給田（ほんきゅうでん）と呼ばれることもあった。
職人給田の多くは国衙の近隣に設定された。元々、国衙機構には多種多様な手工業者が所属し、国衙運営に必要な物資を生産していた。その報酬は国衙から給与されていたが、平安後期以降、律令制に基づく国衙機構が大きく変質し再編成が行なわれると、手工業者への報酬に代えて給田が設定されていった。荘園においても、荘園領主らは必要物資を得るために荘園内に手工業者・職人を確保し、職能に応じて彼らへ給田を与えていった。
13世紀前半の承久の乱以降、新補地頭に対して荘園公領11町当たり1町の給田を与える新補率法が成立すると、実際には1町にとどまらず2町・3町の給田を設定する例が多く見られ、新補地頭による荘園公領侵出を強く後押しした。
給田の経営は、はじめ自らの下人・所従らを駆使して行なわれていたが、時代が下るにつれ、荘園内の名主・百姓らへ請作に出して行なわれていったと考えられている。

## 類型
中世の給田は、荘官等へ給与する荘官給田、年貢輸送者や手工業者へ給与する職人給田に大きく分けられる。
荘官給田には、預所給、地頭給、公文給、下司給、田所給、惣追捕使給、刀禰給、番頭給、定使給、案主給、名主給、職事給、散仕給、図師給、公人給などがあった。
職人給田には、梶取給、夫領給、船給、鍛冶給、番匠給、絵所給、檜物給、土器作給、道々工等例給などがあった。

## 近世
中世末期まで継続した給田は、形を変えて近世にも引き継がれた。近世には主に庄屋をはじめとする村役人に対して給田が設定された。役給田・庄屋給田ともいう。また職人や廻船業者へ与えられた給田もあり、小給などと呼ばれた。近世の給田は江戸時代を通じて見られた。藩主から庄屋などへ与えられた給田は、年貢が免除されていた。藩財政の事情によっては、課税が復活した事例もある。

## 地名
中世・近世の給田に由来する給田地名が、全国各地にある。主なものに、千葉県長生郡長南町給田、東京都世田谷区給田、静岡県沼津市下香貫給田などがある。
その他、久門給（=公文給。山口県岩国市玖珂町）、地頭給（岡山県赤磐市、福岡県糸島市）、鍛冶給（高知県南国市、福岡県古賀市）、番匠給（山口県防府市、神奈川県横浜市戸塚区）、飛田給（・上ヶ給）（東京都調布市）など、給田に由来する地名が今も各地に残存している。